# Прозак (гурт)

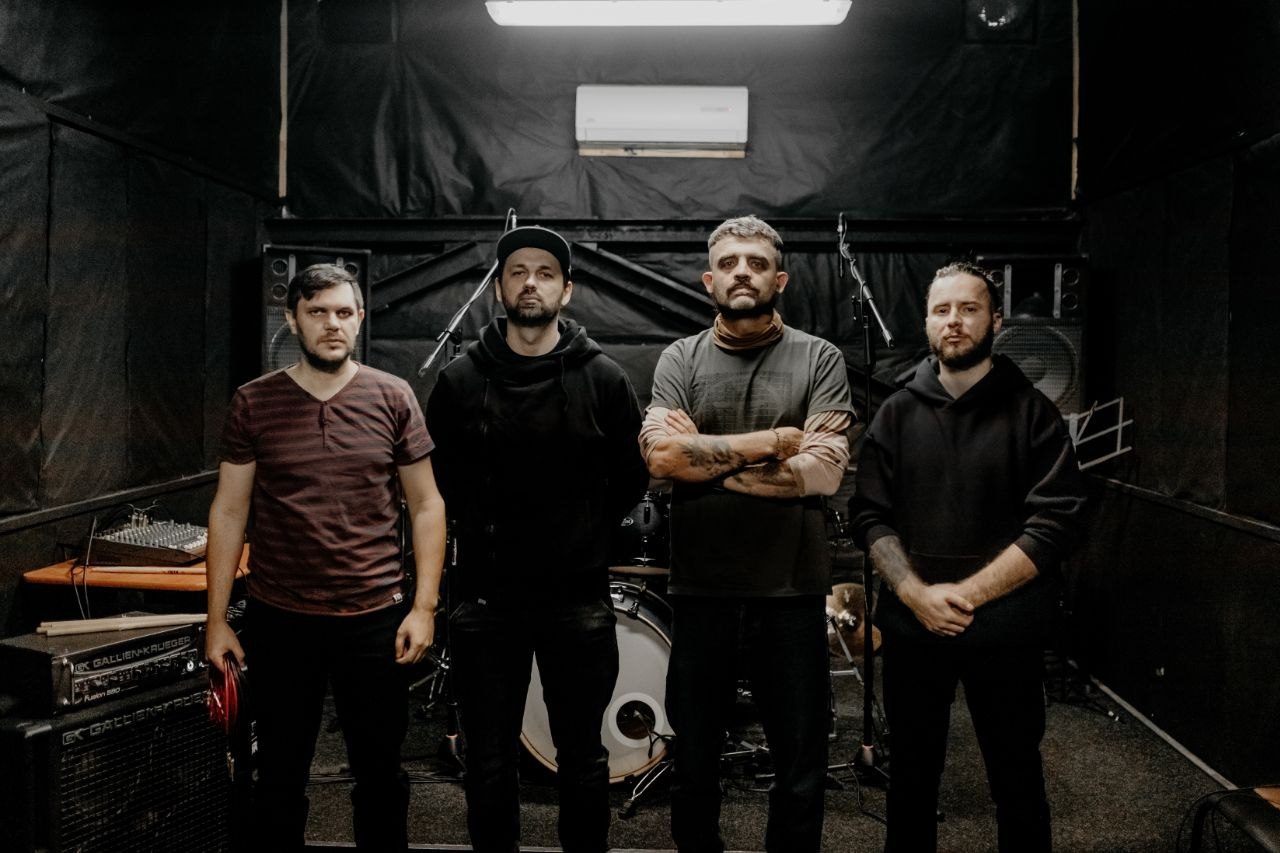
Гурт "Прозак"

Прозак — український рок-гурт мотиваційного року створений у вересні 2023 в Києві.

## Історія
1 жовтня 2023 вийшов перший трек гурту — «Рушаємо».
31 жовтня 2023 вийшов другий трек гурту — «Страта».
21 грудня 2023 гурт випустив третій реліз «Передайте нашим».
30 грудня 2023 Гурт «Прозак» випустив пісню «Сила».
24 лютого 2024 в день другої річниці повномасштабного вторгнення світ побачила п'ята пісня гурту «Прозак» — «Тримайся».
29 липня 2024 вийшов реліз гурту «Прозак» «МИ» (за рік після акустичної сольної версії). Це — виконання обіцянки, даної Прозоровим після релізу цієї пісні в акустичному звучанні на його ютюб каналі.
4 серпня 2024 гурт виступив на фестивалі Файне Місто 2024. Прозоров готувався до фестивалю з окопів паралельно з підготовкою боєприпасів для дронів, оскільки в березні 2024 мобілізувався до бригади АЗОВ.
14 березня 2025 року гурт "Прозак" випустив пісню "Хребет" на цифрових платформах і кліп на неї.  Відео створене у колаборації з 12-ю бригадою спеціального призначення «АЗОВ» НГУ. Трек приурочений Дню українського добровольця. Варто зазначити, що це перше відео на пісню "Прозак", яке розміщене не на youtube-каналі гурту. Василь Переверзєв так прокоментував вихід пісні: «Оспівувати життя і його епізоди було і є одним з найбільших моїх інтересів. Співати про війну не так просто, як здавалося, будучи цивільним, а співати про такий підрозділ, як Азов, не маючи власного бойового досвіду, взагалі не можливо. З глибокою повагою та вдячністю присвячую цю пісню всім Азовцям!» 
29 травня 2025 року світ побачив особливий реліз гурту "Прозак" - "Синові". Василь так описав: "Ця космічна балада присвячена всім загиблим дітям під час війни та їхнім батькам. Вона була написана в 2023 році і ми довго вагалися, чи релізити її взагалі. Ні, це не спекуляція, це переживання батька, адже чужих дітей не буває."

## Учасники
- Василь Перевезєв «Прозоров» — вокал («ТОЛ», «ПісніНашихДнів»)[1]
- Олексій Носенко — бас (PINS, «ПісніНашихДнів»)[1]
- Олександр Касярум — барабанщик (Joncofy, Surface Tension)[1]
- Олександр Дудка — гітарист[1]